# Advokaterna
Advokaterna (originaltitel: The Practice) är en amerikansk TV-serie, som ursprungligen sändes från den 4 mars 1997 till den 16 maj 2004 på ABC.
Serien kretsar kring en advokatbyrå i Boston, Massachusetts. I huvudrollerna ses bland andra Dylan McDermott, Kelli Williams, Camryn Manheim, Lara Flynn Boyle, Marla Sokoloff, Jessica Capshaw, Michael Badalucco och James Spader (2003–2004). Serien belönades med en Emmy Award för bästa dramaserie såväl 1997 som 1998. Även skådespelarprestationer i serien har Emmy-belönats. 
Serien skapades av David E. Kelley, som tidigare arbetade som advokat, men efter tre år på en advokatbyrå hoppade han av och satte in siktet på att bli manusförfattare. Han har, utöver TV-serien Advokaterna, även jobbat med TV-serier som Lagens änglar, Ally McBeal, Chicago Hope och Boston Public. Han har också jobbat med TV-serien Boston Legal, som är en spinoff från Advokaterna.

## Rollista
| Namn               | Skådespelare      | Yrke                          | Säsong | Säsong | Säsong | Säsong | Säsong | Säsong | Säsong | Säsong | Antal avsnitt |
| Namn               | Skådespelare      | Yrke                          | 1      | 2      | 3      | 4      | 5      | 6      | 7      | 8      | Antal avsnitt |
| ------------------ | ----------------- | ----------------------------- | ------ | ------ | ------ | ------ | ------ | ------ | ------ | ------ | ------------- |
| Bobby Donnell      | Dylan McDermott   | Advokat                       | H      | H      | H      | H      | H      | H      | H      | Gäst   | 147           |
| Rebecca Washington | Lisa Gay Hamilton | Advokat tidigare receptionist | H      | H      | H      | H      | H      | H      | H      |        | 145           |
| Jimmy Berluti      | Michael Badalucco | Advokat                       | H      | H      | H      | H      | H      | H      | H      | H      | 166           |
| Eugene Young       | Steve Harris      | Advokat                       | H      | H      | H      | H      | H      | H      | H      | H      | 167           |
| Helen Gamble       | Lara Flynn Boyle  | Biträdande distriktsåklagare  |        | H      | H      | H      | H      | H      | H      |        | 132           |
| Lindsay Dole       | Kelli Williams    | Advokat                       | H      | H      | H      | H      | H      | H      | H      |        | 145           |
| Lucy Hatcher       | Marla Sokoloff    | Receptionist                  |        |        | H      | H      | H      | H      | H      | Gäst   | 114           |
| Ellenor Frutt      | Camryn Manheim    | Advokat                       | H      | H      | H      | H      | H      | H      | H      | H      | 167           |
| Richard Bay        | Jason Kravits     | Biträdande distriktsåklagare  |        |        |        | å      | H      |        |        |        | 31            |
| Alan Lowe          | Ron Livingston    | Biträdande distriktsåklagare  |        |        |        |        |        | H      |        |        | 12            |
| Claire Wyatt       | Chyler Leigh      | Advokat                       |        |        |        |        |        |        | H      |        | 10            |
| Jamie Stringer     | Jessica Capshaw   | Advokat                       |        |        |        |        |        |        | H      | H      | 42            |
| Tara Wilson        | Rhona Mitra       | Advokat                       |        |        |        |        |        |        |        | H      | 22            |
| Alan Shore         | James Spader      | Advokat                       |        |        |        |        |        |        |        | H      | 22            |
| Michael McGuire    | Ray Abruzzo       | Polis                         |        | å      | å      | å      | å      | å      | å      | Gäst   | 45            |

### Huvudroller
| Dylan McDermott   | – Bobby Donnell (1997–2004)      |
| Lisa Gay Hamilton | – Rebecca Washington (1997–2003) |
| Steve Harris      | – Eugene Young (1997–2004)       |
| Camryn Manheim    | – Ellenor Frutt (1997–2004)      |
| Kelli Williams    | – Lindsay Dole (1997–2003)       |
| Lara Flynn Boyle  | – Helen Gamble (1997–2003)       |
| Marla Sokoloff    | – Lucy Hatcher (1998–2003, 2004) |
| Jason Kravits     | – Richard Bay (1999–2001)        |
| Ron Livingston    | – Alan Lowe (2001–2002)          |
| Jessica Capshaw   | – Jamie Stringer (2002–2004)     |
| Chyler Leigh      | – Claire Wyatt (2003)            |
| James Spader      | – Alan Shore (2003–2004)         |
| Rhona Mitra       | – Tara Wilson (2003–2004)        |

### Återkommande roller
| Bill Smitrovich   | – Kenneth Walsh, biträdande distriktsåklagare   |
| Holland Taylor    | – Roberta Kittleson, domare                     |
| Linda Hunt        | – Zoey Hiller, domare                           |
| Herb Mitchell     | – Rodney White, domare                          |
| Kate Burton       | – Susan Alexander, biträdande distriktsåklagare |
| Anna Gunn         | – Jean Ward, biträdande distriktsåklagare       |
| Ray Abruzzo       | – Mike McGuire, polis                           |
| James Pickens Jr. | – Mike McKrew, polis                            |